# Ахмедов, Ахмед Дадаш оглы
Ахмед Дадаш оглы Ахмедов (азерб. Əhməd Dadaş oğlu Əhmədov; 20 мая 1936, Аразбар, Агджабединский район — 30 июля 2023, Тазакенд, Бейлаганский район) — советский азербайджанский хлопковод, Герой Социалистического Труда (1981).

## Биография
Ахмед Ахмедов родился 20 мая 1936 года в селе Аразбар Агджабединского района Азербайджанской ССР.
Окончил среднюю школу села Тазакенд Ждановского района. В 1951 году окончил курсы в Ждановской Мильской МТС, в 1970 году — Агдамский сельскохозяйственный техникум.
С 1951 года колхозник, тракторист, с 1963 года бригадир комплексной механизированной хлопководческой бригады колхоза имени Шаумяна (в 1989—1995 годах — колхоз имени Самеда Вургуна) Ждановского района Азербайджанской ССР.
В 1966 году Ахмед Ахмедов довел урожайность на полях бригады до 30 центнеров. В 1980 году Ахмедов собрал более 400 тонн хлопка. В XI пятилетке (1981—1985) бригада Ахмедова получила высокие урожаи хлопка — по 53 центнера с каждого гектара на площади 218 гектаров, сам же Ахмедов собрал машиной 1100 тонн хлопка за пятилетку, пятилетка была выполнена досрочно. За четыре года одиннадцатой пятилетки урожайность была доведена до 53,5 центнеров с гектара, уровень машинной уборки — до 70 %. Бригада Ахмедова считалась самой лучшей не только в колхозе, но и в районе. По сравнению с показателями X пятилетки, производительность труда в бригаде увеличилась в 2 раза. В 1986 году, в честь XXVII съезда партии бригадир обязался собрать 650 тонн первосортного сырца.
По предложению Ахмедова, в колхозе была открыта школа опыта, там он обучил десятки будущих механизаторов, которые стали работать по его методу двумя машинами. Ахмедов хорошо организовывал труд в бригаде — бригада с 1982 года работала по коллективному подряду и получала высокие урожаи хлопка, закуплена профессиональная техника, организация труда была высоко оценена райкомом партии. Ахмедов предложил несколько изменить зубчатую передачу у вала высевающего аппарата — в результате на 30 % сократился расход семян, а урожайность повысилась. Благодаря трудам Ахмеда Ахмедова, в колхозе была внедрена в производство комплексная механизация.
Указом Президиума Верховного Совета СССР от 23 февраля 1981 года за выдающиеся успехи, достигнутые в выполнении планов и социалистических обязательств 1980 года и десятой пятилетки по увеличению производства и продажи государству зерна, хлопка, винограда и других продуктов земледелия и животноводства Ахмедову Ахмеду Дадаш присвоено звание Героя Социалистического Труда с вручением ордена Ленина и золотой медали «Серп и Молот».
С 1995 года директор сельскохозяйственного кооператива «Ильгар» Бейлаганского района, в кооперативе получали высокие урожаи зерна и хлопка. С 2000 года председатель Совета Старейшин Бейлаганского района.
Четырежды кавалер ордена Ленина (1971, 1973, 1976, 1981), кавалер ордена «Знак Почёта» (1966), мастер машинной уборки хлопка Азербайджанской ССР (1972), заслуженный механизатор Азербайджанской ССР (1972). Президентский пенсионер (2002). Лауреат Государственной премии СССР в области труда (1985).
Участник ВДНХ СССР, получил 3 золотых (01.08.1974; 11.07.1985; 22.06.1987), 2 серебряных и 2 бронзовых медали.
Активно участвовал в общественной жизни Азербайджана. Член КПСС с 1960 года. Депутат Верховного Совета СССР 11-го созыва (1987—1989), депутат Верховного Совета Азербайджанской ССР 10 и 11-го созывов. Делегат XXVIII, XXIX, XXX, XXXI съездов КП Азербайджана. Член бюро Ждановского райкома КП республики.
В 2002 году удостоен Персональной стипендии Президента Азербайджанской Республики.
Проживал в селе Тазакенд Бейлаганского района, где и ушел из жизни 30 июля 2023 года.